# Plagiogonus inflatus
Plagiogonus inflatus är en skalbaggsart som beskrevs av Vladimir Balthasar 1938. Plagiogonus inflatus ingår i släktet Plagiogonus och familjen Aphodiidae. Inga underarter finns listade i Catalogue of Life.